# Sarapuí (ort)
Sarapuí är en ort i Brasilien.   Den ligger i kommunen Sarapuí och delstaten São Paulo, i den sydöstra delen av landet, 900 km söder om huvudstaden Brasília. Sarapuí ligger 590 meter över havet och antalet invånare är 9 027.
Terrängen runt Sarapuí är platt. Sarapuí är det största samhället i trakten.
Trakten runt Sarapuí består i huvudsak av gräsmarker. Runt Sarapuí är det ganska glesbefolkat, med 29 invånare per kvadratkilometer.